# 비욘드 리뎀션
《비욘드 리뎀션》(영어: Beyond Redemption)은 2016년에 개봉한 캐나다의 영화이다.

## 캐스팅
주연
- 브라이언 호 - 빌리 통 역
- 황벽련

조연
- 안소니 토우
- 니콜라스 바릭 - 아미르의 보디가드 역
- 레이몬드 찬 - 시의 보디가드 역
- 오스릭 차우 - 릭슨 역
- 사이먼 친린키
- 사무엘 패트릭 추 - 잭 캠벨 역